# Halleloo-Y'-All
Halleloo-Y'-All è un album di Red Garland, pubblicato dalla Prestige Records nel 1964. Il disco fu registrato il 15 luglio del 1960 al Rudy Van Gelder Studio di Englewood Cliffs, New Jersey (Stati Uniti).

## Tracce
Lato A
1. Revelation Blues – 6:11 (Red Garland)
2. I'll Never Be Free – 11:06 (George David Weiss, Bennie Benjamin)

Lato B
1. Everytime I Feel the Spirit – 4:48 (Brano tradizionale)
2. Haleloo-Y'-All – 6:36 (Red Garland)
3. Black Slindin' – 6:57 (Red Garland)

## Musicisti
- Red Garland - pianoforte, organo
- Sam Jones - contrabbasso
- Art Taylor - batteria